# Мариинская женская гимназия (Симбирск)
Симбирская Мариинская женская гимназия — первая женская гимназия Симбирска. С 2011 года школе № 3 г. Ульяновск возвращено историческое имя — Мариинская гимназия.

## История
Первым учебным заведением для девочек в Симбирске был, открытый 2 мая 1820 года Симбирским обществом христианского милосердия, «Дом трудолюбия». В 1824 году его посетил император Александра I и выразил удовольствие за порядок. В 1836 году император Николай I тоже посетил Дом трудолюбия и тоже остался очень доволен. В 1840-х годах Дому трудолюбия были предоставлены права женских Институтов 2-го разряда и, по воле императрицы Александры Фёдоровны, он был переименован в трёхклассное Елизаветинское училище, в память его основательницы. 
Второе женское учебное заведение города — училище ведомства Императрицы Марии — было открыто 27 декабря 1859 года; занятия в нём проводились в основном по рукоделию, иностранным языкам, танцам и музыке.
Первоначально училище размещалось на Большой Саратовской улице (ныне улица Гончарова), около здания Симбирской духовной семинарии. Спустя пять лет, 1 декабря 1864 года, училище было преобразовано в Мариинскую гимназию, которая с 1872 года разместилась в здании бывшего «Дома трудолюбия». В этом же году при гимназии был открыт пансион, названный Елизаветинским.
В Мариинской гимназии преподавались следующие предметы: Закон Божий, русский язык и словесность, французский и немецкий языки, естествоведение, начало педагогической гигиены, чистописание, рисование, пение, женские хозяйственные рукоделия, гимнастика и танцы. Обучение было платным. Выпускницы семиклассной женской Мариинской гимназии получали звание домашней учительницы и право преподавать в народной школе. При открытии гимназии число воспитанниц составляло 87, в 1866 году — 126, в 1898 году — 323.
25 июля 1863 года Мариинское женское училище посетил Великий князь, цесаревич Николай Александрович, старший сын Александра II, сопровождаемый генерал-адъютантом графом Строгановым.
14 февраля 1864 года, в 2000 руб. был пожертвован симбирским купечеством с тем, чтобы на проценты с этого капитала содержались 10 учениц в Елизаветинском пансионе при Мариинском женском училище в память посещения города наследником цесаревичем Николаем Александровичем.
19 августа 1864 года здания гимназии и пансиона сгорели. Гимназия была временно помещена в доме Фомина.
25 марта 1865 года, по ходатайству чиновников губернии, было разрешено учредить при Мариинской гимназии именную стипендию в честь бывшего губернатора Анисимова Михаила Ивановича, в размере 700 рублей, которая стала первой, учреждённой в честь Симбирских губернаторов по месту их службы.
В феврале 1867 года при Симбирской Мариинской гимназии была учреждена стипендия имени барона И. О. Велио.
18 мая 1868 года женскую гимназию посетил Bеликий Князь Владимир Александрович, воспитанницы которой поднесли Великому Князю ковёр своей работы, а 21 мая гимназию посетил Bеликий Князь Алексей Александрович. На следующий год, 20-го июля 1869 года, он опять посетил гимназию, сопровождая своего старшего брата, Наследника Цесаревича Александра Александровича и Цесаревну Марию Фёдоровну. Кроме высоких особ, гимназию несколько раз посещал, исключительно для ревизии учебных заведений, принц Пётр Георгиевич Ольденбургский: 1 гo сентября 1857 года, в 1858 году, 19-го июня 1861 года, 1-го июня 1869 года и 2-го июня 1874 года.
В 1873 году, при содействии действительного статского советника Михаила Авксентьевича Исакова и симбирского купца Николая Васильевича Сапожникова, при гимназии была открыта Мариинская церковь во имя святой равноапостольной Марии Магдалины.
9 августа 1873 года, «Желая выразить глубокое своё уважение… и сохранить память о трёхлетнем управлении его губерниею», при Симбирских мужской классической и Мариинской женской гимназиях были учреждены именные стипендии Д. П. Еремеева.
С 1877 по 1879 год председателем Попечительского Совета Симбирской женской гимназии был В. Н. Поливанов.
27 июля 1887 года при женской гимназии была утверждена стипендия имени бывшего губернатора Н. П. Долгово-Сабурова.
В 1895 году к гимназии со двора были сделаны две двухэтажные пристройки.
В 1904 году с восточной стороны, фасадом на Большую Саратовскую улицу (улица Гончарова), была сделана трёхэтажная пристройка, завершившая формирование этого участка центральной улицы города.
В июне 1917 года в Симбирск была эвакуирована женская гимназия из города Кельце (Польша). Она разместилась в здании Мариинской гимназии и стала 3-й Симбирской женской гимназией.

### Советское время
7 августа 1918 года, Елизаветинский пансион был закрыт, а затем была закрыта и гимназия; в 1919 году в здании открылась 3-я советская школа второй ступени (5—9 классы). В 1920-х годах школа располагалась в бывшем здании 2-й гимназии .
В 1932 году школе присвоили имя Надежды Крупской.
В 1930-е годы школа стала средней. В 1936 году состоялся первый выпуск 10-го класса.
С ноября 1941 года по 1945 год, в здании 3-й средней школы им. Крупской размещался прибывший из Калуги тыловой эвакуационный госпиталь ТЭГ № 1847. А школа была размещена сначала в подвале Дворца пионеров (ныне Театр кукол), а с осени 1943 года — в здании напротив драматического театра (позже культпросветучилище). После войны школа № 3 вернулась в своё здание. До 1954 года существовало раздельное обучение мальчиков и девочек, потом снова было введено совместное.
В 1969 году, Совет Министров РСФСР присвоил Средней общеобразовательной трудовой политехнической школе № 3 имя Анны и Ольги Ульяновых.
В 1983 году здание школы капитально отремонтировали и отреставрировали.

### Новое время
Летом 1990 года состоялся первый набор в гимназические классы, а в 1993 году школа № 3 получила статус гимназии.
В 2009 году учреждению вернули историческое название — Мариинская гимназия.
В 2010 году, при содействии губернатора Сергея Морозова, в гимназии на историческом месте по архивным фотографиям восстановили Домовый храм.
В 2024 году Мариинская гимназия вошла в региональный перечень образовательных организаций «ТОП-25 лучших школ Ульяновской области».
В 2025 году в Мариинской гимназии начался капитальный ремонт.

## Известные начальники гимназии
- В 1865 году начальником гимназии был назначен И. В. Вишневский. Первой главной надзирательницей была его дочь — Надежда Ивановна Некрасова.
- В 1883—1889 годах гимназию возглавлял Фёдор Михайлович Керенский, отец А. Ф. Керенского, бывший одновременно директором Симбирской мужской классической гимназии.
- Николай Фёдорович Свешников, с 1889 по 1894 года[4].
- С 1894 до 30.03.1917 года начальником Мариинской гимназии был преподаватель математики, физики и немецкого языка, Александр Васильевич Годнев.

### Известные преподаватели гимназии
- Антоний (Флоренсов) (1874—1887) — преподавал латинский язык и русскую словесность[29].
- Пор, Адольф Иванович (1881—1889) — преподавал французский язык;
- Гавриловский, Василий Михайлович — преподавал русскую словесность (1900—1906);
- Никонов, Владимир Андреевич — советский лингвист, организатор науки, литературовед, поэт. Преподавал в школе.
- Гончаров, Николай Александрович (брат писателя И. А. Гончарова) — преподавал русскую грамматику и словесность (1840—1864)[30].
- Орлов, Димитрий Николаевич, с 1853 по 1866 год был настоятелем церкви при Елизаветинском женском училище[31].
- священномученик протоиерей Неофит Любимов — преподавал в Мариинской женской гимназии[32][33].

## Известные выпускники гимназии
В Симбирской Мариинской гимназии учились:
- Кашкадамова Вера Васильевна (вып. 1874) — Герой Труда[34][35],
- Анна Ильинична (1875—1880) и Ольга Ильинична (1883—1887) Ульяновы,
- Медведева Мария Григорьевна (вып. 1885) — Герой Труда[36][37].
- Ульянова Мария Ильинична, начинала учиться в гимназии.
- Гернет Надежда Николаевна, закончила весной 1894 года с золотой медалью.
- Александра Петровна Анисимова[38][39],
- Толстая Вера Васильевна — переводчик и народный учитель.

В школе учились:
- Рязанов Александр Всеволодович — российский пианист, композитор, окончил школу[40].
- Старостин Дмитрий Яковлевич — выпускник школы, командир танкового взвода, Героя Советского Союза.
- Кильговатов, Олег Ануфриевич — советский ас ВОВ, одержавших 7 личных побед, повторивший подвиг Талалихина[4][41].
- Арнольд, Всеволод Николаевич — публицист, краевед, окончил школу в 1924 году[42][43].
- Нецветаев, Лев Николаевич — художник, поэт, мемуарист. Окончил школу с золотой медалью в 1957 году[44][45].
- Шидловский Андрей Борисович — русский советский математик. Учился в школе[46].
- Пинков Александр Петрович — (вып. 1967) экс-мэр и экс-ректор УГТУ.
- Краснов Владимир Павлович (1924—2001) — генеральный директор ОАО «Комета» (с 1967 по 1993), академик, лауреат Государственной премии СССР, Герой Социалистического Труда, Почётный гражданин Ульяновской области, окончил школу в 1941 г.[47];
- Елизарьев Михаил Евгеньевич — советский и российский борец, чемпион СССР, окончил школу в 1981 г. с золотой медалью[48].
- Мальцев Елизар Юрьевич — русский советский писатель. Лауреат Сталинской премии второй степени (1949). Окончил школу в 1935 г.[49][50][51][52].
- Филатова Татьяна Олеговна — русская писательница. Окончила гимназию.

## Гимназия в филателии
- В 2014 году Министерство связи России выпустило ХМК — «Ульяновск. Мариинская гимназия»[53].

## Галерея
- Памятная доска на здании Мариинской гимназии.
- Табличка на Мариинской гимназии.
- Мемориальная доска на Мариинской гимназии.
- Здание гимназии.
- Здание Мариинской гимназии.
- Бывшее здание 2-й гимназии, в которой школа располагалась в 1920-х годах.
- Здание кукольного театра, в котором во время войны с 1941 по 1943 года располагалась школа.
- Здание культпросветучилища, где в 1940-х года располагалась школа.
- ХМК РФ, 2014. Ульяновск. Мариинская гимназия.